# Минская духовная семинария

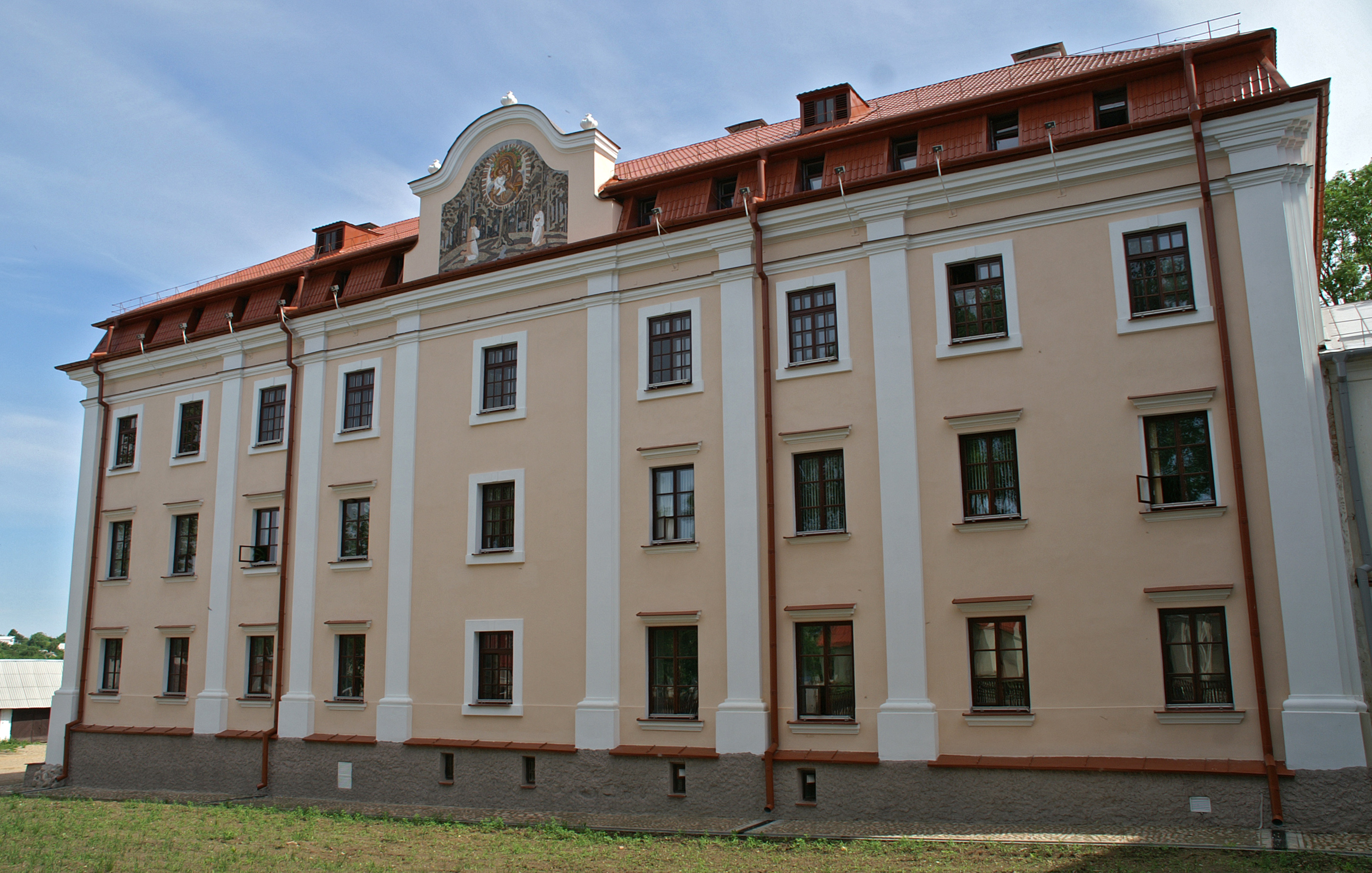
Минская духовная семинария

Минская духовная семинария имени святителей Василия Великого, Григория Богослова и Иоанна Златоуста (бел. Мінская духоўная семінарыя імя ўсяленскіх вучыцеляў і свяціцеляў Васілія Вялікага, Грыгорыя Багаслова і Іаана Залатавуста) — богословское высшее учебное заведение Минской епархии Белорусского экзархата Русской православной церкви, готовящее церковно- и священнослужителей.

## История
13 апреля 1793 года, после второго раздела Речи Посполитой, Слуцкое духовное училище, открытое в 1785 году, стало именоваться Минской духовной семинарией. При этом сама семинария не была переведена в Минск и продолжала находиться в Слуцком монастыре.
В период 1796—1812 годов при архиепископе Минском Иове (Потёмкине) Минская семинария была в соответствии с веяниями времени преобразована «сообразно прочим великороссийским семинариям». Преемник его на кафедре архиепископ Серафим (Глаголевский) продолжил дальнейшее устроение Минской духовной школы «с целью возвести её на высшую ступень совершенства».
Семинария значительно пострадала во время Отечественной войны 1812 года — хотя деревянные здания чудом уцелели, но многие книги были сожжены и расхищены. По изгнании французов духовная школа 20 февраля 1813 года возобновила свою деятельность.
В 1817 году при епископе Анатолии (Максимовиче) Минская семинария, состоявшая дотоле из восьми классов, была разделена на следующие три учебных заведения: приходское училище (объединило два начальных класса), уездное училище (низший и высший «грамматические» классы) и собственно семинария (с тремя отделениями — низшим, средним и высшим). Все они имели как общее управление, так и общие средства для содержания.
1 сентября 1840 года при архиепископе Минском Антонии (Зубко) семинария была переведена в Минск.
Выпускники семинарии обучались в Санкт-Петербургской, Московской, Киевской духовных академиях, в Варшавском и Томском университетах и других учебных заведениях.
В 1918 году на основании декрета «Об отделении Церкви от государства и школы от Церкви» Минская духовная семинария была закрыта.
В 1945 году, после освобождения Белоруссии, архиепископ Минский Василий (Ратмиров) получил согласие советских властей на открытие в епархии пастырско-богословских курсов. Местом их существования был избран Жировицкий монастырь, а руководство поручено игумену Леонтию (Бондарю). В 1947 году курсы были преобразованы в семинарию.
В 1959 году, с началом хрущёвских гонений на Церковь, по различным поводам был ограничен прием абитуриентов в духовные школы. В 1963 году состоялся последний выпуск (5 студентов) и Минская семинария «угасла без официального закрытия».
Возобновлена 1 сентября 1989 года стараниями митрополита Минского и Белорусского Филарета (Вахромеева).
С 1990/1991 учебного года для священников, не имеющих систематического богословского образования, было открыто отделение заочного обучения.
Весной 1991 года семинария была переведена на пятилетний срок обучения с предоставлением ей статуса высшего учебного заведения. В дальнейшем по такому пути пошли и другие семинарии Русской Церкви.

## Ректоры
- Даниил (Натток-Михайловский) (1796 — ?)
- Иероним Малицкий (1819 — июль 1821[1])
- Аркадий (Фёдоров) (1824—1827)
- Евгений (Добротворский) (1829 — не позднее 1836)
- Геласий (Княжеский) (1836 — не позднее 1853)
- Николай (Трусковский) (1853 — 1856)
- Афанасий (Турчанинов) (11 января 1865—1867)
- Ианнуарий (Попов-Вознесенский) (8 апреля 1868—1877)
- Дмитревский, Николай Иванович (30 декабря 1877—1883)
- Тихон (Василевский) (1898—1903)
- Феодосий (Алмазов) (1903)
- Николай (Орлов) (22 декабря 1903—1905)
- Юрашкевич, Андрей Данилович (5 мая 1905—1911)
- Язвицкий, Иван Алексеевич (нач. 1910-х — 1918)
- Леонтий (Бондарь) (1945—1947) Пастырско-богословские курсы
- Митрофан (Гутовский) (1947—1953)
- Иннокентий (Сокаль) (25 июня 1953—1956)
- Антоний (Мельников) (1956—1963)
- Стефан (Корзун) (1989—1990)
- Константин (Горянов) (20 марта 1990—1996)
- Леонид (Филь) (3 августа 1996 — 27 декабря 2007)
- Иоасаф (Морза) (4 февраля 2008 — 3 сентября 2012)
- Гурий (Апалько) (3 сентября 2012 — 17 июля 2020)
- Протоиерей Геннадий Владимирович Логин (20 апреля 2020 — 09 мая 2020) и. о.
- Слесарев Александр Валерьевич (с 17 июля 2020 — по 29 сентября 2020) и. о.
- Протоиерей Виктор Андреевич Василевич (с 29 сентября 2020 — по 20 ноября 2020) — и. о., с 20 ноября 2020 — ректор